# 茹瓦尼
茹瓦尼（法語：Joigny，法語發音：[ʒwaɲi]），法国中北部城市，勃艮第-弗朗什-孔泰大区约讷省的一个市镇，隶属于欧塞尔区，其市镇面积为44.89平方公里，2022年1月1日时人口数量为9,055人，在法国城市中排名第1,076位。
茹瓦尼位于约讷省中北部，约讷河畔，是一个区域性的中心城市，巴黎－马赛铁路和多条干线公路在此交汇。法国作家马塞尔·埃梅出生于茹瓦尼。

## 地名来源
“茹瓦尼”一名最初于公元12世纪时以拉丁语“Joviniacum”的形式被记载于桑斯圣伯多禄修道院的手记中，该名称来源于高卢人名，后者当地历史上的一名领主。

## 历史

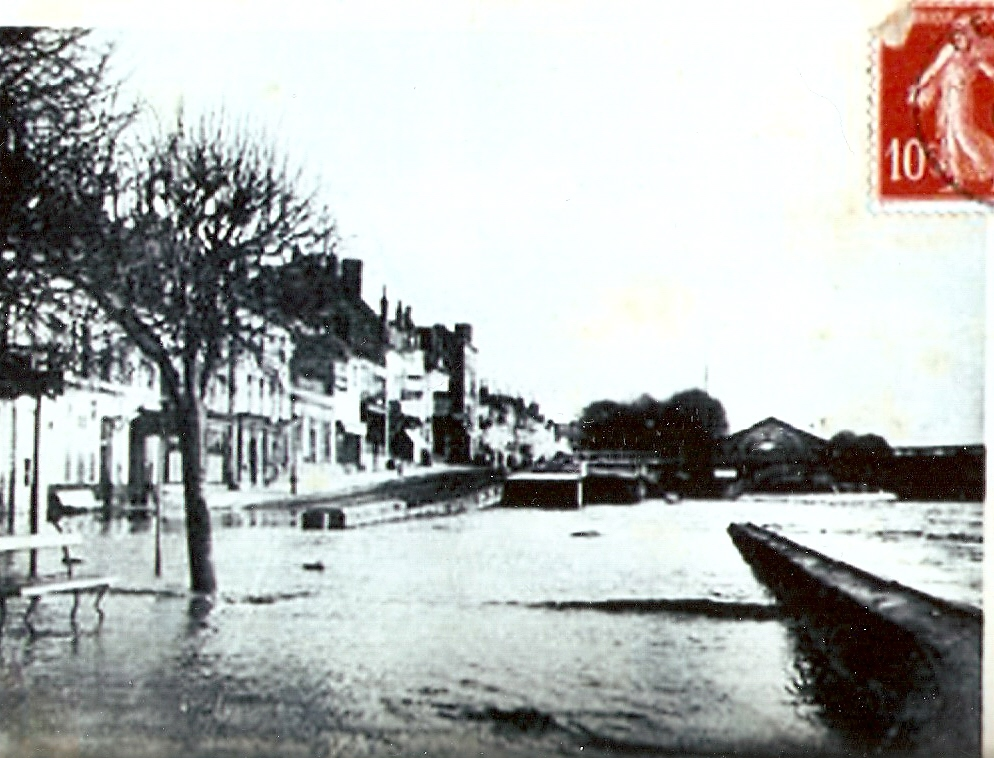
1910年的约讷河洪水

茹瓦尼的早期历史尚不清楚。根据当地旅游局网站的论述，公元十世纪时，茹瓦尼为桑斯伯国的一处领地，其伯爵年长的赖纳尔（Rainard le Vieux）将茹瓦尼境内的一处修道院改建成为私人城堡，其附近逐渐形成聚落。公元十一世纪时，茹瓦尼领主获得伯爵头衔，脱离桑斯成为一个独立的伯国。中世纪中后期，随着葡萄酒及林木业的发展以及约讷河航运的开辟，茹瓦尼成为一个区域性的商业贸易中心。14世纪时，茹瓦尼女伯爵让娜主持修建了横跨约讷河的桥梁，该桥在17世纪时被拆除。英法百年战争期间，茹瓦尼被勃艮第公爵无畏者约翰控制。1530年，一场大火严重破坏了茹瓦尼市区，当地多处建筑被损毁。17世纪时，意大利贵族贡迪的皮埃尔在茹瓦尼修建家族宅邸，此外该地长期成为贡迪家族的重要领地。法国大革命后，茹瓦尼成为约讷省的一个市镇，并成为该省的一个地区行署，1801年起成为该省的一个副省会。19世纪中期，途径茹瓦尼的巴黎－马赛铁路建成运营。1910年1月，约讷河发生特大洪水，茹瓦尼市区多处街道被淹没。1926年，茹瓦尼副省会被撤销，茹瓦尼区整体并入欧塞尔区。

## 地理

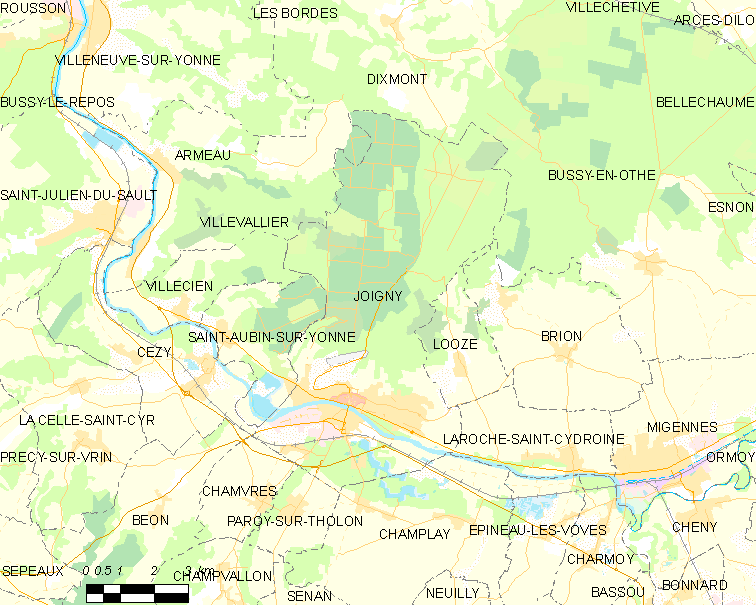
茹瓦尼市镇范围地图

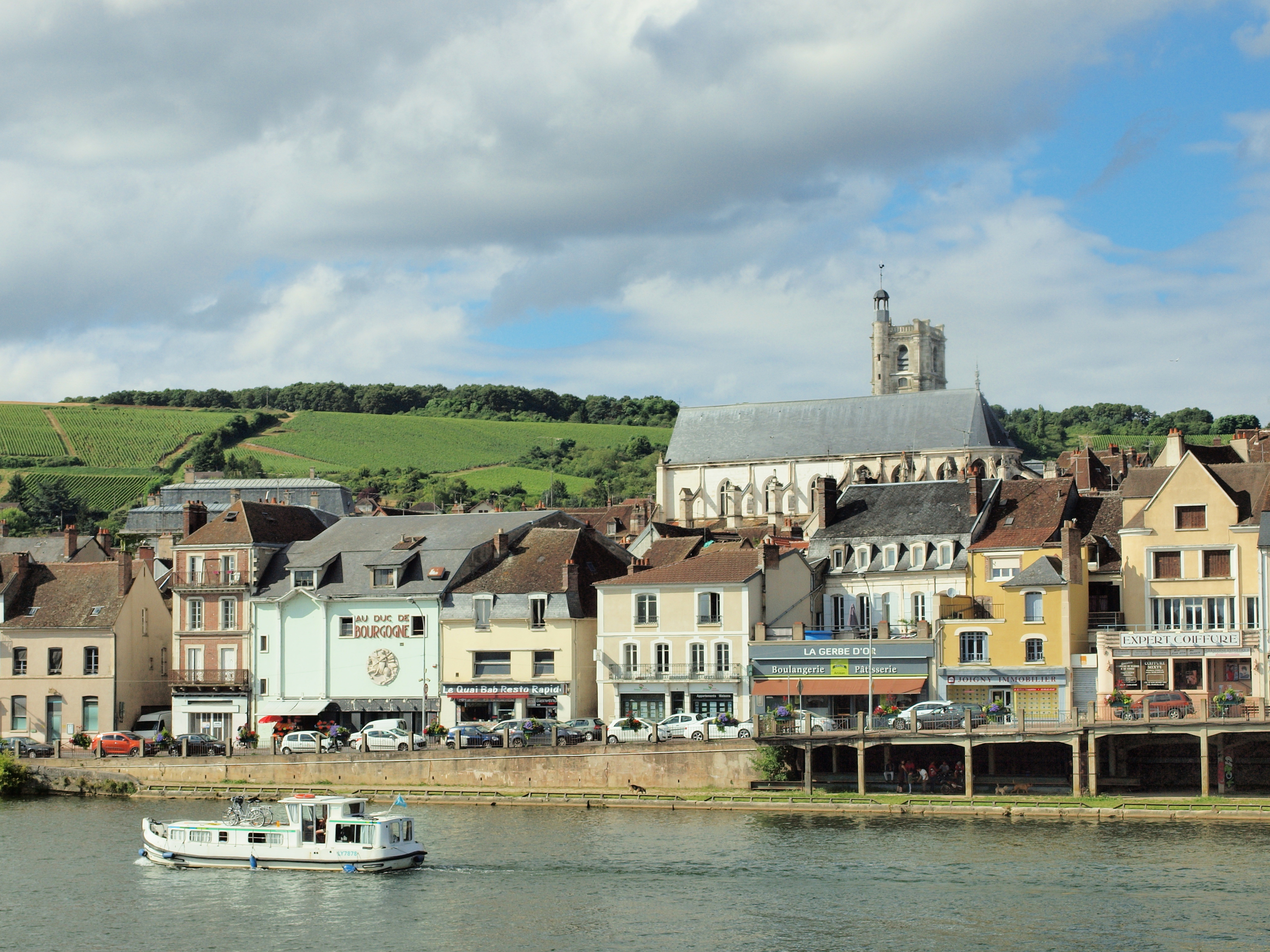
约讷河畔的茹瓦尼

茹瓦尼位于法国中北部，勃艮第-弗朗什-孔泰大区西北部和约讷省中北部，距离省会欧塞尔大约28公里。与茹瓦尼接壤的市镇包括：维勒瓦利耶、迪蒙、奥特地区比西、维勒西安、约讷河畔圣欧班、塞济、贝翁、尚夫尔、托隆河畔帕鲁瓦、布里永、洛兹、尚普莱和拉罗什-圣西德鲁瓦纳。

### 地形
茹瓦尼位于奥特地区西南部，境内以平原和丘陵为主，市镇中心地势较为平坦，约讷河右岸的中部森林（Forêt du Milieu）和圣欧班森林（Forêt de Saint-Aubin）所处区域比约讷河沿岸平均高出约70米，全境海拔在74到252米之间。

### 水文
茹瓦尼位于塞纳河流域，约讷河干流自东南向西北流经境内，其左岸有多处天然水塘分布。

### 植被
茹瓦尼属于温带阔叶混交林区，帽子公园（Parc du Chapeau）是一处位于约讷河左岸的城市绿地，林地则广泛分布于市区北部地区。
在鲜花城市的评比中，茹瓦尼被评为3星级鲜花城市。

### 气候
茹瓦尼在柯本气候分类法中属于温带海洋性气候，偶尔受到大陆气团影响，呈现出大陆性特征。
茹瓦尼境内设有气象站，以下为该气象站的数据（其中日照数据取自欧塞尔气象站）：
| 茹瓦尼1981年－2019年 | 茹瓦尼1981年－2019年 | 茹瓦尼1981年－2019年 | 茹瓦尼1981年－2019年 | 茹瓦尼1981年－2019年 | 茹瓦尼1981年－2019年 | 茹瓦尼1981年－2019年 | 茹瓦尼1981年－2019年 | 茹瓦尼1981年－2019年 | 茹瓦尼1981年－2019年 | 茹瓦尼1981年－2019年 | 茹瓦尼1981年－2019年 | 茹瓦尼1981年－2019年 | 茹瓦尼1981年－2019年 |
| 月份                 | 1月                  | 2月                  | 3月                  | 4月                  | 5月                  | 6月                  | 7月                  | 8月                  | 9月                  | 10月                 | 11月                 | 12月                 | 全年                 |
| -------------------- | -------------------- | -------------------- | -------------------- | -------------------- | -------------------- | -------------------- | -------------------- | -------------------- | -------------------- | -------------------- | -------------------- | -------------------- | -------------------- |
| 历史最高温 °C（°F）  | 16.8 (62.2)          | 19.8 (67.6)          | 23.8 (74.8)          | 29.8 (85.6)          | 32 (90)              | 37.5 (99.5)          | 38.4 (101.1)         | 41.1 (106.0)         | 33.4 (92.1)          | 29.4 (84.9)          | 22.1 (71.8)          | 18.6 (65.5)          | 41.1 (106.0)         |
| 平均高温 °C（°F）    | 7.2 (45.0)           | 8.9 (48.0)           | 13 (55)              | 16.2 (61.2)          | 20.5 (68.9)          | 23.7 (74.7)          | 26.5 (79.7)          | 26.5 (79.7)          | 21.7 (71.1)          | 17 (63)              | 10.8 (51.4)          | 7.2 (45.0)           | 16.6 (61.9)          |
| 日均气温 °C（°F）    | 4.1 (39.4)           | 4.9 (40.8)           | 8 (46)               | 10.5 (50.9)          | 14.7 (58.5)          | 17.7 (63.9)          | 20 (68)              | 20 (68)              | 15.9 (60.6)          | 12.4 (54.3)          | 7.4 (45.3)           | 4.3 (39.7)           | 11.7 (53.1)          |
| 平均低温 °C（°F）    | 1 (34)               | 0.9 (33.6)           | 3 (37)               | 4.9 (40.8)           | 8.8 (47.8)           | 11.7 (53.1)          | 13.5 (56.3)          | 13.4 (56.1)          | 10.1 (50.2)          | 7.8 (46.0)           | 4.1 (39.4)           | 1.4 (34.5)           | 6.7 (44.1)           |
| 历史最低温 °C（°F）  | −16.8 (1.8)          | −14.7 (5.5)          | −13.1 (8.4)          | −5.1 (22.8)          | −0.6 (30.9)          | 1.6 (34.9)           | 5.9 (42.6)           | 4.5 (40.1)           | 0.9 (33.6)           | −4.4 (24.1)          | −10 (14)             | −12 (10)             | −16.8 (1.8)          |
| 平均降水量 mm（）    | 57 (2.2)             | 48.9 (1.93)          | 50 (2.0)             | 51.9 (2.04)          | 63.5 (2.50)          | 52.3 (2.06)          | 49.3 (1.94)          | 53.5 (2.11)          | 61.1 (2.41)          | 69.3 (2.73)          | 59.5 (2.34)          | 63 (2.5)             | 679.3 (26.74)        |
| 月均日照時數         | 64.4                 | 85.6                 | 139.7                | 175.3                | 200.1                | 215.9                | 233.2                | 224.2                | 176.4                | 118.4                | 64.2                 | 51.4                 | 1,748.8              |
| 来源：infoclimat.fr  |                      |                      |                      |                      |                      |                      |                      |                      |                      |                      |                      |                      |                      |

## 行政区划
茹瓦尼市镇编号为89206，邮政编号为89300。
在行政管理方面，茹瓦尼隶属于法国勃艮第-弗朗什-孔泰大区约讷省欧塞尔区；在地方选举方面，茹瓦尼是茹瓦尼县的中央投票站所在地，其市镇范围全境被划入约讷省第三选区；在社会管理方面，茹瓦尼是茹瓦尼地区市镇公共社区的办公驻地。
法国国家统计与经济研究所（简称）在进行数据统计时，将茹瓦尼单独设为茹瓦尼城市核心区，并将包括核心区在内的周边共6个市镇划为茹瓦尼城市区。自2020年起，茹瓦尼城市区被包含14个市镇的茹瓦尼城市辐射区代替。此外，还将茹瓦尼市镇分为了4个“块区”（IRIS），以便于统计人口分布情况。

## 交通

### 公路
约讷省省道D20线、D47线、D67线、D183线、D606线、D943线、D955线和D959线在茹瓦尼境内交汇。勃艮第-弗朗什-孔泰大区下属的城际客运提供校车巴士线路，可前往维利耶圣伯努瓦。
| 18 | 13 |

| 19 | 23 |

| 欧塞尔 | 27 |

| 莫内托 | 24 |

| 桑斯 | 31 |

| 图西 | 31 |

| 蒙塔日 | 56 |

| 米热讷 | 10 |

2018年，59%的茹瓦尼家庭拥有至少一辆私人汽车。2019年，茹瓦尼境内共发生各类交通事故6起，造成9人受伤。

### 铁路

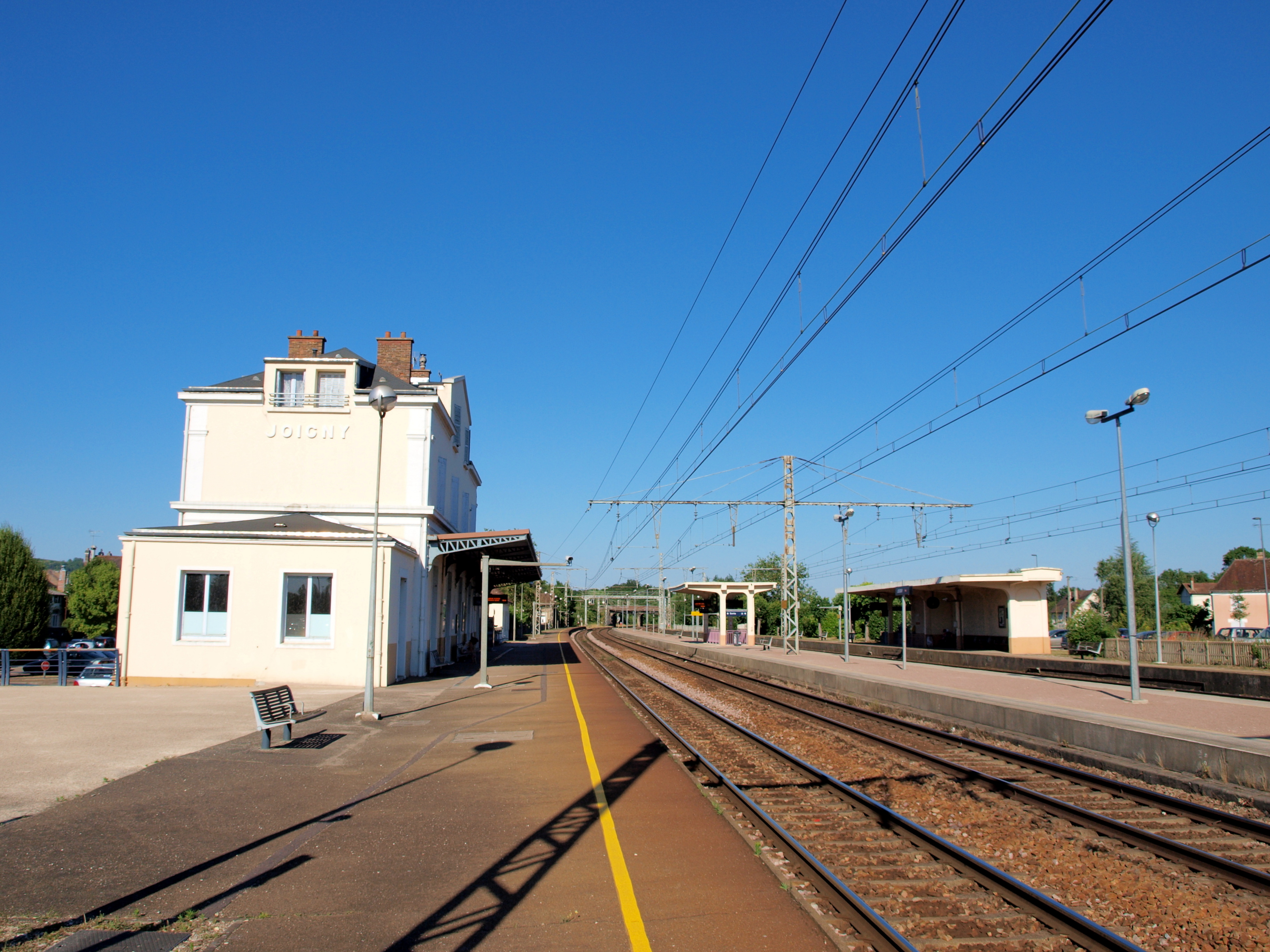
茹瓦尼火车站的站台及股道

茹瓦尼位于巴黎－马赛铁路上。茹瓦尼站位于市区南部，停靠三条线路的区域列车：
- 巴黎贝西站—桑斯—茹瓦尼—拉罗什-米热讷—欧塞尔—阿瓦隆/科尔比尼（每天往返12班）
- 巴黎贝西站—桑斯—茹瓦尼—拉罗什-米热讷—第戎—博讷—索恩河畔沙隆—马孔—里昂（每天往返5班）
- 巴黎里昂站—默伦—蒙特罗—桑斯—茹瓦尼—拉罗什-米热讷（每天往返15班）

### 航空
距离茹瓦尼最近的民用航空站为巴黎-奥利机场，距离茹瓦尼市中心的公路里程约139公里。

### 城市公共交通
茹瓦尼城市公共交通（商业名称为）是当地的城市公共交通系统。截至2022年5月，该系统共包括1条环线公交线路，路网覆盖了茹瓦尼市区内的主要街道和居民区。

## 政治

### 市政内阁

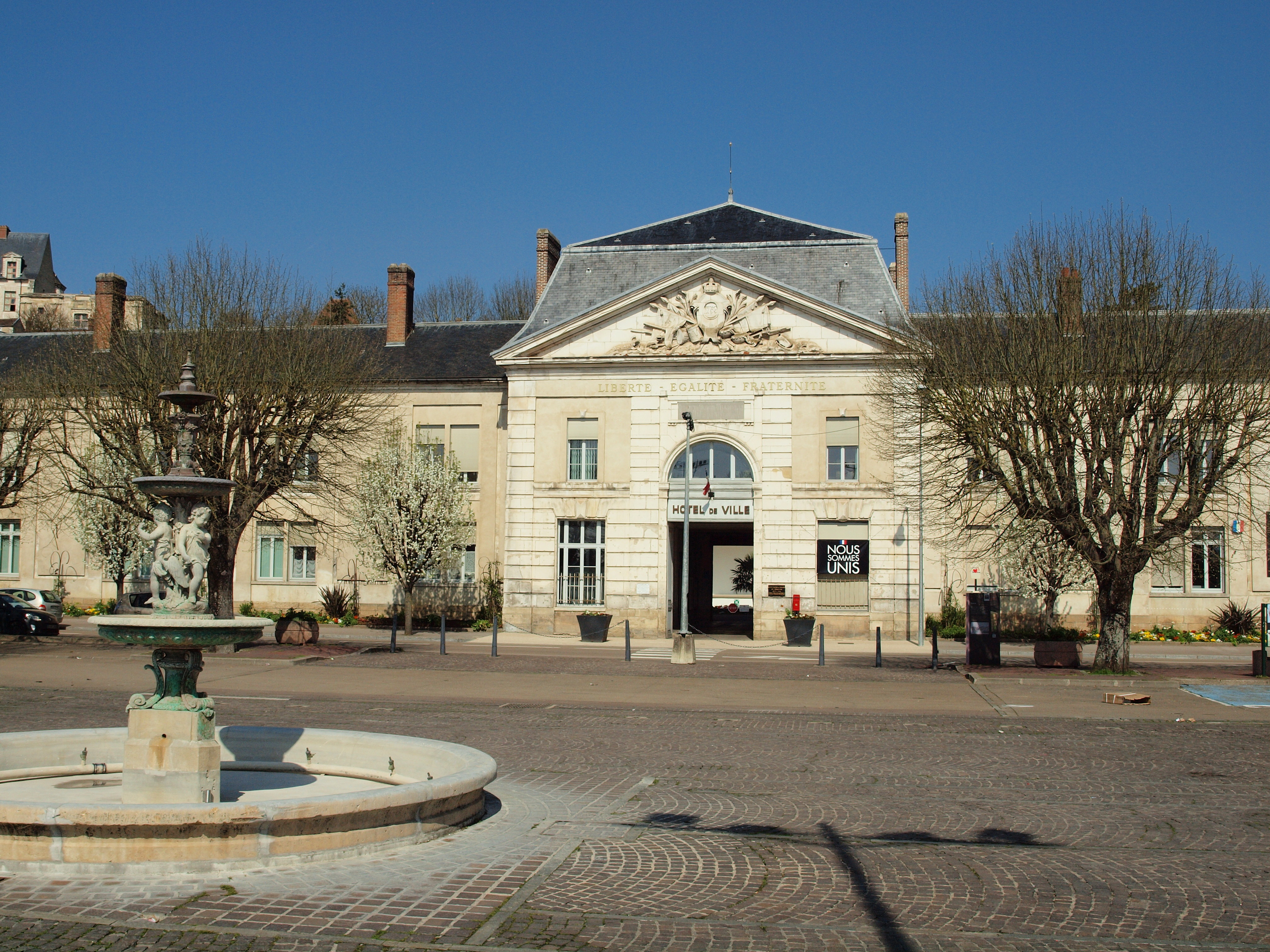
茹瓦尼市政厅

茹瓦尼的现任市长为尼古拉·索雷先生（Nicolas SORET），他是社会党的一名成员，在2020年的市政选举中获得了55.07%的支持率。
| 茹瓦尼历届市长 | 茹瓦尼历届市长                     | 茹瓦尼历届市长                                     |
| 任期           | 市长                               | 党派                                               |
| -------------- | ---------------------------------- | -------------------------------------------------- |
| 1948年－1959年 | Jean-Marius VALET 让-马里于斯·瓦莱 | RAD激进党 →DVD右翼无党派人士                       |
| 1959年－1971年 | Roger MOUZA 罗歇·穆扎              | 不详                                               |
| 1971年－1973年 | Jeannine LALLEMAND 让妮娜·拉勒芒   | 不详                                               |
| 1973年－1977年 | Marcel GATEAU 马塞尔·加托          | DVD右翼无党派人士 →UDF法国民主联盟 →PR法国共和人党 |
| 1977年－2008年 | Philippe AUBERGER 菲利普·奥贝热    | RPR保衛共和聯盟 →UMP人民运动联盟                   |
| 2008年－2020年 | Bernard MORAINE 贝尔纳·莫赖纳      | DVG左翼无党派人士                                  |
| 2020年－       | Nicolas SORET 尼古拉·索雷          | DVG左翼无党派人士 →PS社会党                        |

### 各级选举
| 茹瓦尼历届投票选举结果 | 茹瓦尼历届投票选举结果 | 茹瓦尼历届投票选举结果 | 茹瓦尼历届投票选举结果 | 茹瓦尼历届投票选举结果        | 茹瓦尼历届投票选举结果 | 茹瓦尼历届投票选举结果 | 茹瓦尼历届投票选举结果        | 茹瓦尼历届投票选举结果 | 茹瓦尼历届投票选举结果 |
| 选举项目               | 选举范围               | 选区单位               | 选举结果               | 选举结果                      | 选举结果               | 选举结果               | 选举结果                      | 选举结果               | 参考资料               |
| 选举项目               | 选举范围               | 选区单位               | 第一轮胜出者           | 第一轮胜出者                  | 支持率                 | 第二轮胜出者           | 第二轮胜出者                  | 支持率                 | 参考资料               |
| ---------------------- | ---------------------- | ---------------------- | ---------------------- | ----------------------------- | ---------------------- | ---------------------- | ----------------------------- | ---------------------- | ---------------------- |
| 2017年法國總統選舉     | 法國                   | 市镇                   |                        | 玛丽娜·勒庞                   | 25.32%                 |                        | 埃马纽埃尔·马克龙             | 60.4%                  | [ 23 ]                 |
| 2017年法国立法选举     | 约讷省第三选区         | 市镇                   |                        | 米谢勒·克卢泽                 | 31.27%                 |                        | 米谢勒·克卢泽                 | 64.37%                 | [ 23 ]                 |
| 2019年欧洲议会选举     | 法國                   | 市镇                   |                        | 若尔丹·巴尔代拉               | 29.12%                 | （不适用）             | （不适用）                    | （不适用）             | [ 25 ]                 |
| 2021年法国省级选举     | 约讷省                 | 县                     |                        | 菲利普·比里耶 弗蕾德里克·科拉 | 39.39%                 |                        | 菲利普·比里耶 弗蕾德里克·科拉 | 61.51%                 | [ 26 ]                 |
| 2021年法国省级选举     | 约讷省                 | 市镇                   |                        | 菲利普·比里耶 弗蕾德里克·科拉 | 48.32%                 |                        | 菲利普·比里耶 弗蕾德里克·科拉 | 69.53%                 | [ 26 ]                 |
| 2021年法国大区选举     |                        | 市镇                   |                        | 玛丽-吉特·迪费                | 45.8%                  |                        | 玛丽-吉特·迪费                | 57.52%                 | [ 27 ]                 |
| 2022年法国总统选举     | 法國                   | 市镇                   |                        | 让-吕克·梅朗雄                | 26.92%                 |                        | 埃马纽埃尔·马克龙             | 54.96%                 | [ 23 ]                 |
| 2022年法国立法选举     | 约讷省第三选区         | 市镇                   |                        | 马农·德内                     | 30.58%                 |                        | 米谢勒·克卢泽                 | 53.08%                 | [ 23 ]                 |

## 人口
2019年，茹瓦尼市镇人口数量为9,957，在法国排名第1,076位。其中男性4,531人，女性5,026人，75岁及以上人口占10.1%，外籍人口数量为1,479人，人口密度为205人/平方公里，当地居民被称为（男性）或（女性）。2020年，茹瓦尼境内出生117人，死亡人口151人。
| 茹瓦尼1901年－2019年人口变化情况 |
|                                  |
| 数据来源：Cassini、INSEE         |

## 经济

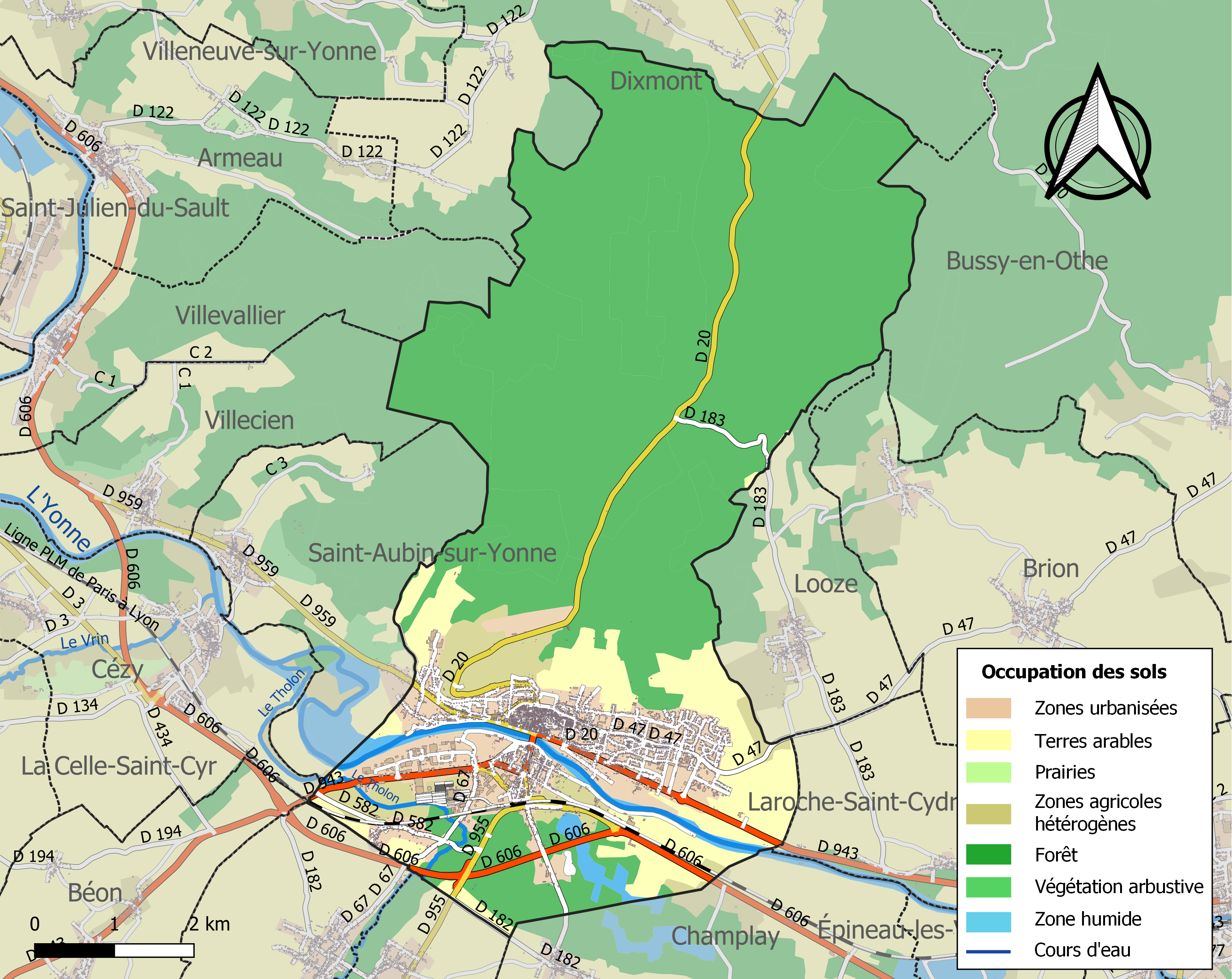
茹瓦尼土地利用情况地图

茹瓦尼是一个区域性的中心城市。截止2022年5月，茹瓦尼市镇范围内共有各类用人单位（包含自雇）1,322家，平均历史为16年，其中98.26%为中小型企业（PME），2022年6月至8月间，当地的经济活力指数为0.53%。（办公用品）、（污水处理）及（餐饮）是当地2020年营业额最高的三个企业，分别为4,024,239欧元1,802,959欧元和1,341,603欧元。

## 财政与居民收入
2020年，茹瓦尼的财政收入总额为12,027,100欧元，财政支出总额为11,674,900欧元，当年的债务总额为11,878,700欧元。2021年，茹瓦尼共获得2,860,365欧元的国家财政补助，比上一年增加了1.35%。
2019年，茹瓦尼的人均月收入总额为1,881欧元，其中高级职员为3,350欧元，低于法国平均水平（4,230欧元）；中级职员为2,240欧元，低于法国平均水平（2,411欧元）；普通职员为1,581欧元，亦低于法国平均水平（1,740欧元）。
2018年，茹瓦尼境内的青壮年（15至64岁）失业率为23.6%，当地35.5%的家庭拥有纳税资格，平均纳税2,799欧元，低于法国平均水平（3,910欧元）。

## 社会事务

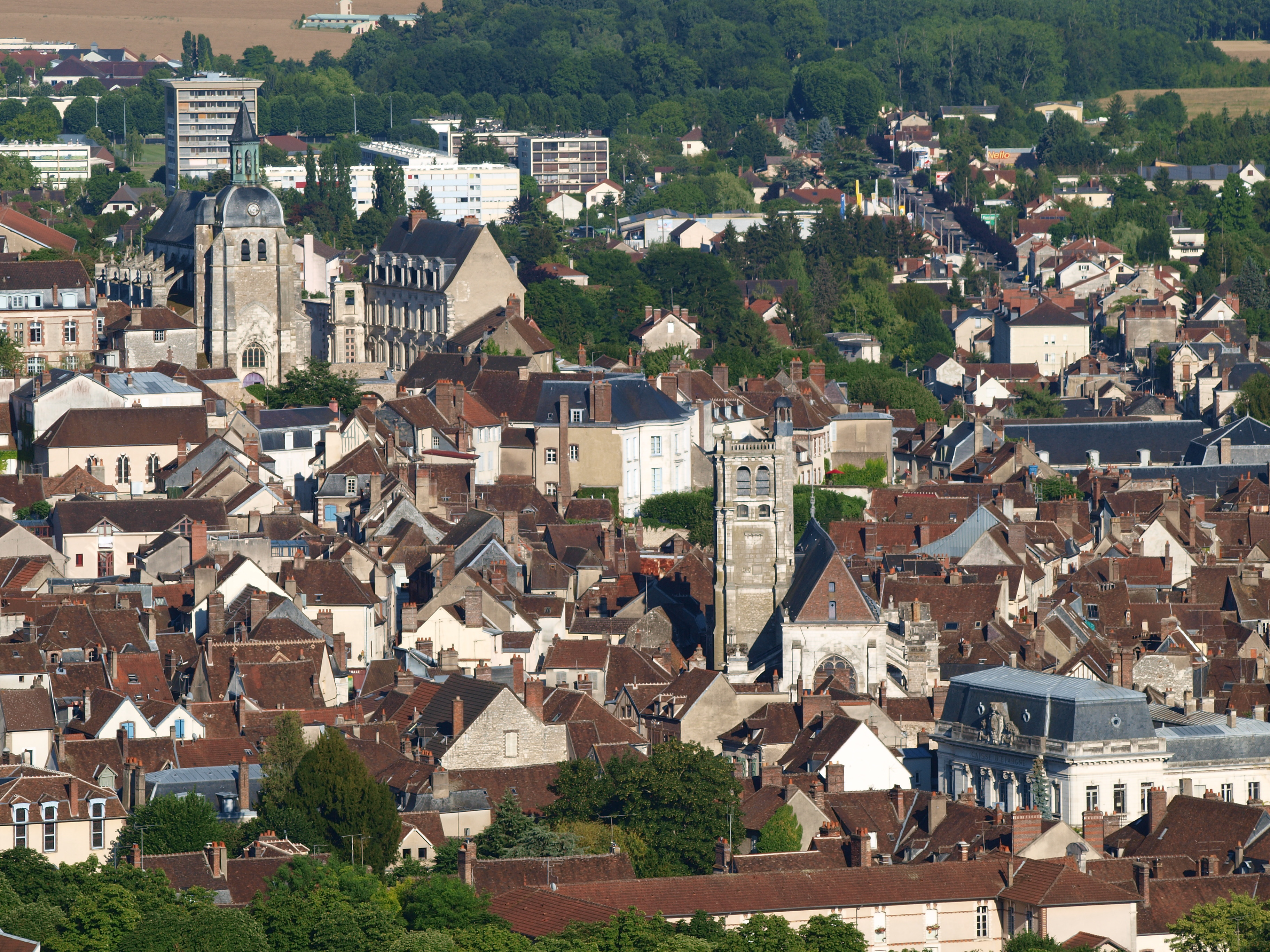
远眺茹瓦尼市中心

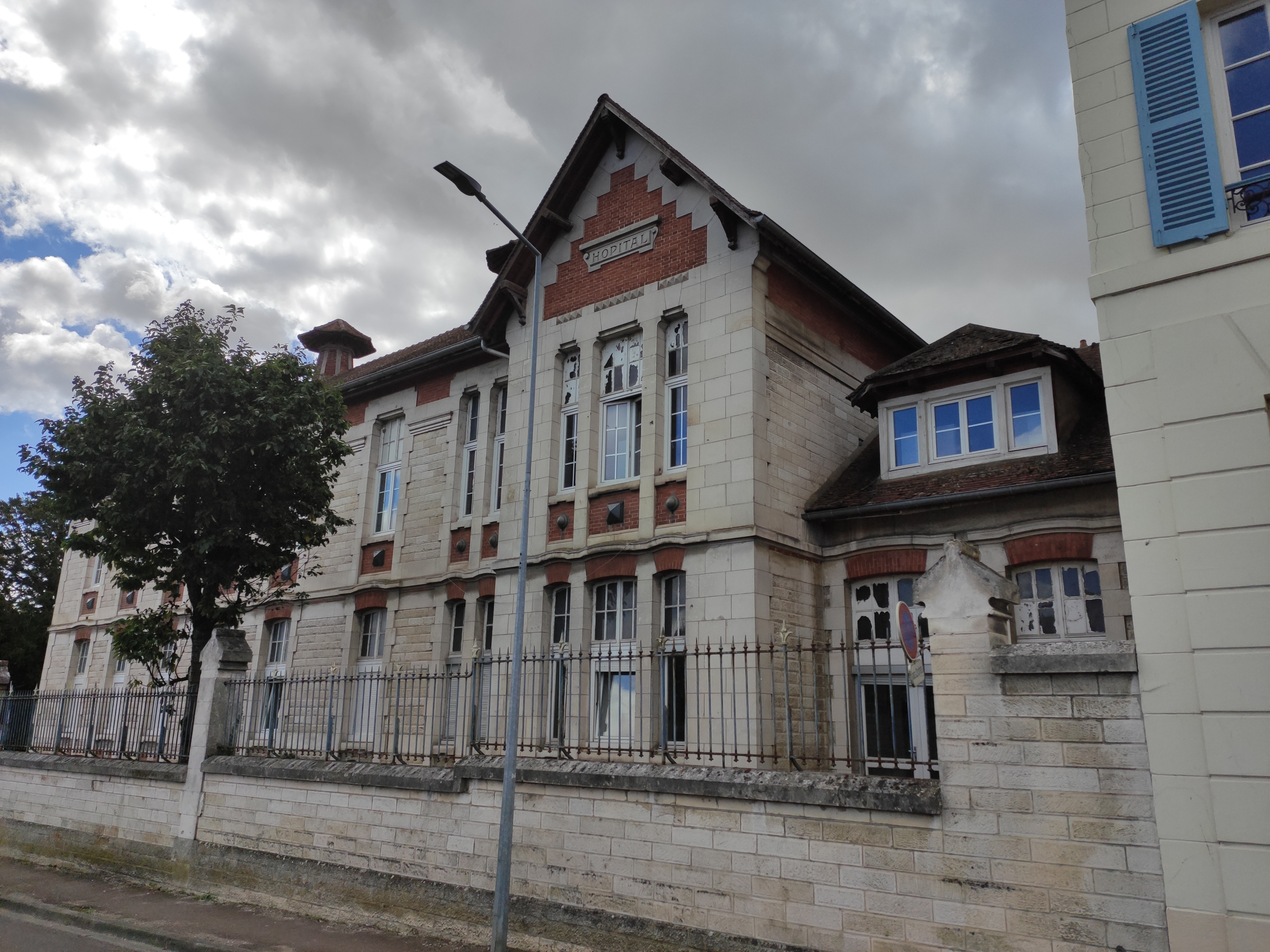
茹瓦尼中心医院

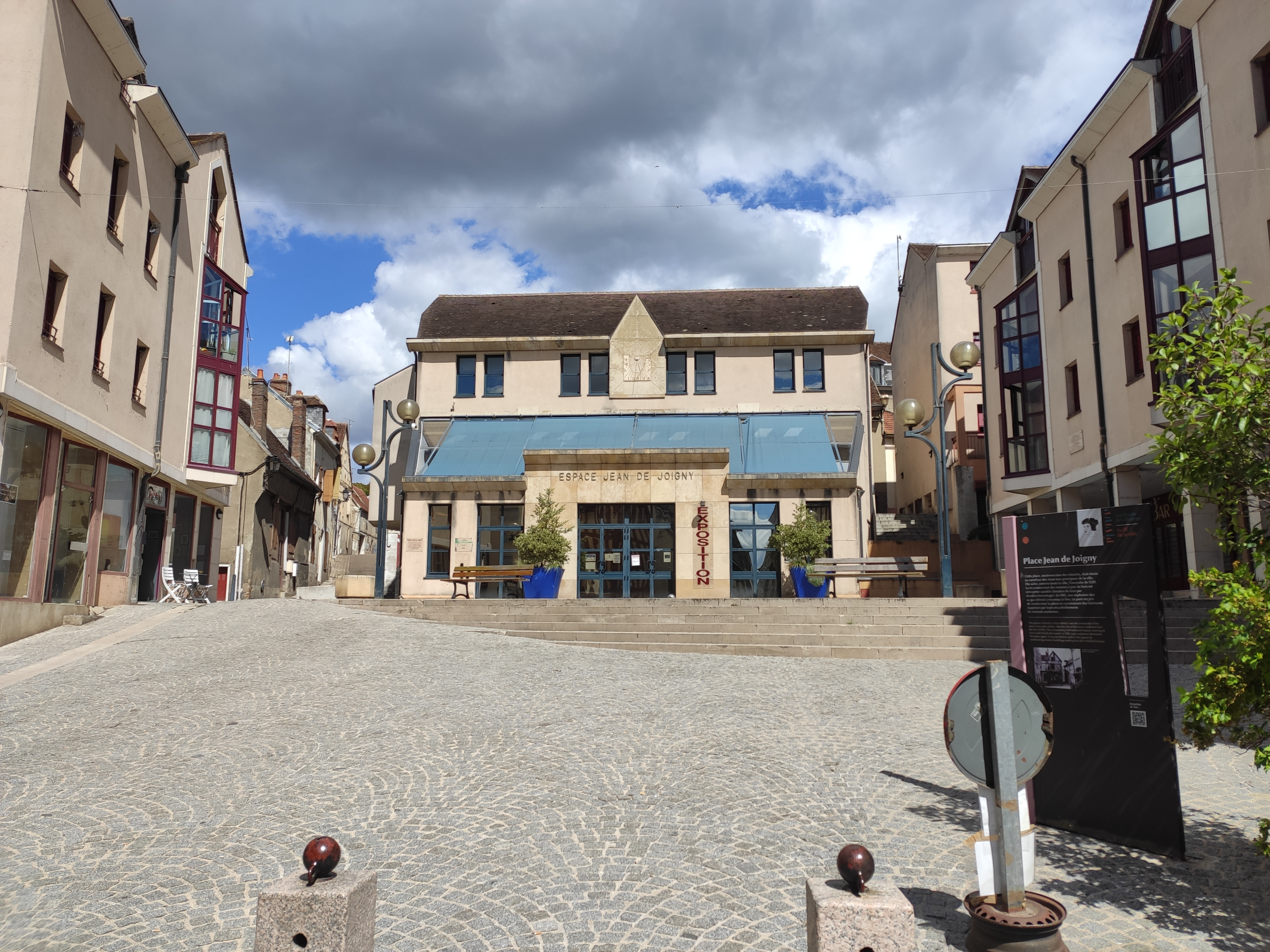
茹瓦尼的让广场

### 教育
茹瓦尼属于第戎学区。截止2020年1月1日，茹瓦尼境内共有3所幼儿园、5所小学、2所初级中学、2所普通高中和1所职业高中。2018至2019学年度，茹瓦尼境内共有在校中等教育阶段学生2,402名。

### 医疗
截止2020年1月1日，茹瓦尼境内共有全科医生11名、保健师7名、牙医2名、护士15名、皮肤科医生1名和助产士2名。境内共有药房4家、养老院2家、残疾人帮扶中心1家。
茹瓦尼中心医院（Centre Hospitalier de Joigny）是法国的一个区域性医疗机构，其主病区位于茹瓦尼市区，设有床位165个，是当地规模最大的公立综合性医院。

### 住房
2018年，茹瓦尼境内共有各类住房5,189套，其中53.1%为独立式居民区，46.3%为集中式居民区。常住房屋占茹瓦尼市镇范围内居民建筑总量的81.7%。
在住房保障政策方面，2020年，茹瓦尼境内共有1,432户家庭获得了住房经济补助，受益人数占总人口数量的15.1%，其中1,383份为房租补助。

### 商业
2019年，茹瓦尼境内共有各类实体商铺250家，其中餐厅44家、大型超市6家、杂货店8家、面包房7家、肉铺5家、书店8家、装饰品店2家、银行门店10家、美容美发店15家、汽车维修店16家。市区西南部建有大型开放式商业街区，有Intermarché、Bricomarché、Action、Noz等购物商场。

### 体育
2020年，茹瓦尼境内共有2家游泳池、3间体育馆、1座综合体育场、8处网球场、2处足球或橄榄球场、3处篮球或排球场以及1处高尔夫球场。
截至2022年5月，茹瓦尼体育联盟（Union Sportive de Joigny，编号500255）是当地唯一的注册足球俱乐部，其主队2021至2022赛季参加约讷省足球联赛乙组（法国第十级别），其主场为拉玛德莲球场（Stade de la Madeleine）。

### 环境
茹瓦尼的环境事务由其所属的茹瓦尼地区市镇公共社区负责。2019年，茹瓦尼境内共有1家污染企业。

### 治安
2019年，茹瓦尼市镇范围内共有1处派出所和1处宪兵队。
茹瓦尼所在地是桑斯国家宪兵队（zone gendarmerie de Sens）的管辖范围。2020年，该宪兵队辖区内共124个市镇累计发生各类案件4,541起，其中盗窃类案件2,083起，经济类案件575起，毒品交易类案件359起。

## 文化
2020年，茹瓦尼境内共有1家电影院。茹瓦尼多媒体中心建于2014年，每周三、五、六向公众开放。

### 建筑
茹瓦尼境内有多处历史建筑，其中圣让教堂、贡迪伯爵城堡等为法国国家文物保护单位。

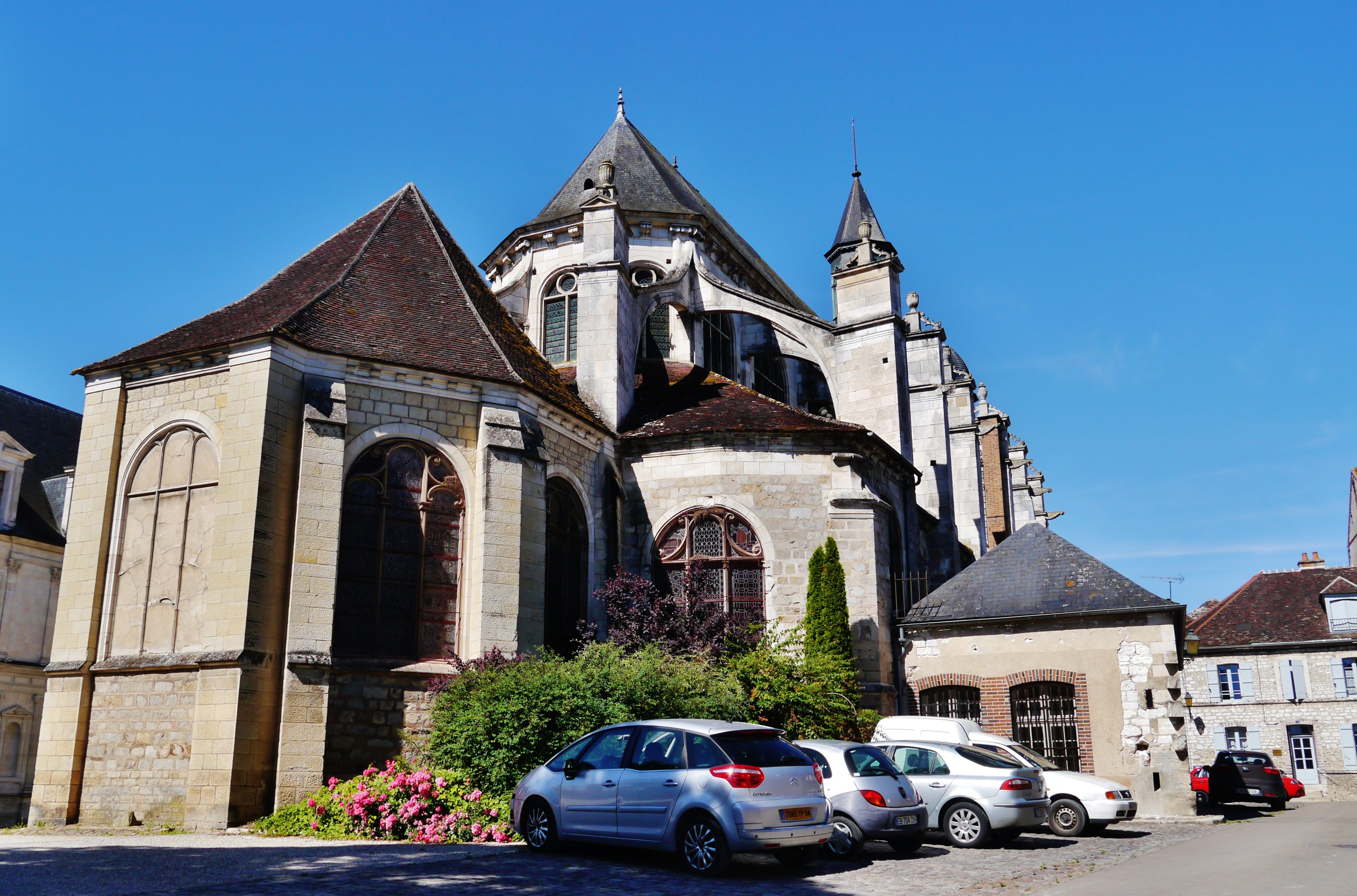
圣让教堂（法语：Église Saint-Jean de Joigny）
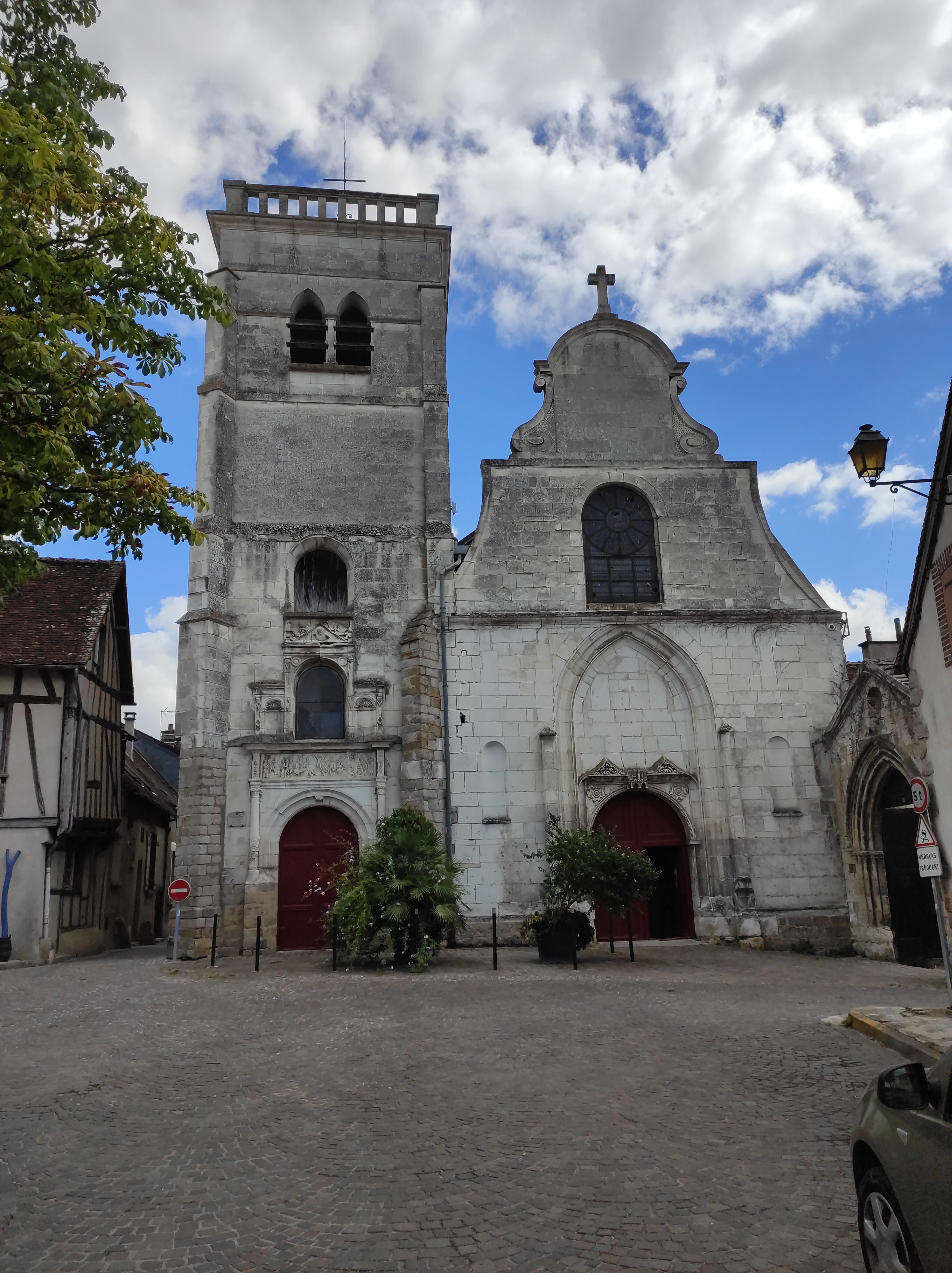
圣安德烈教堂（法语：Église Saint-André de Joigny）
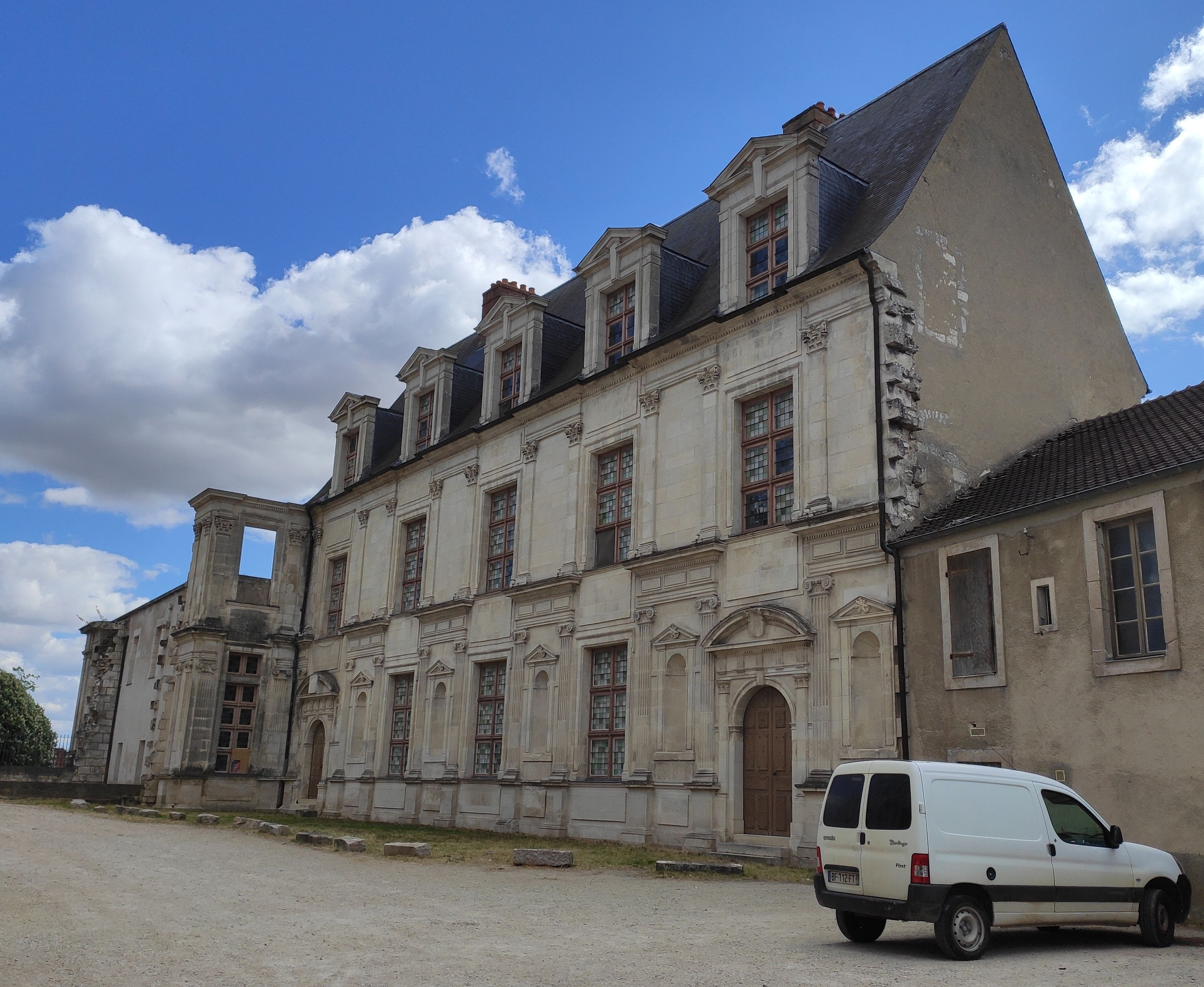
贡迪伯爵城堡（法语：Ancien château des comtes de Gondi）
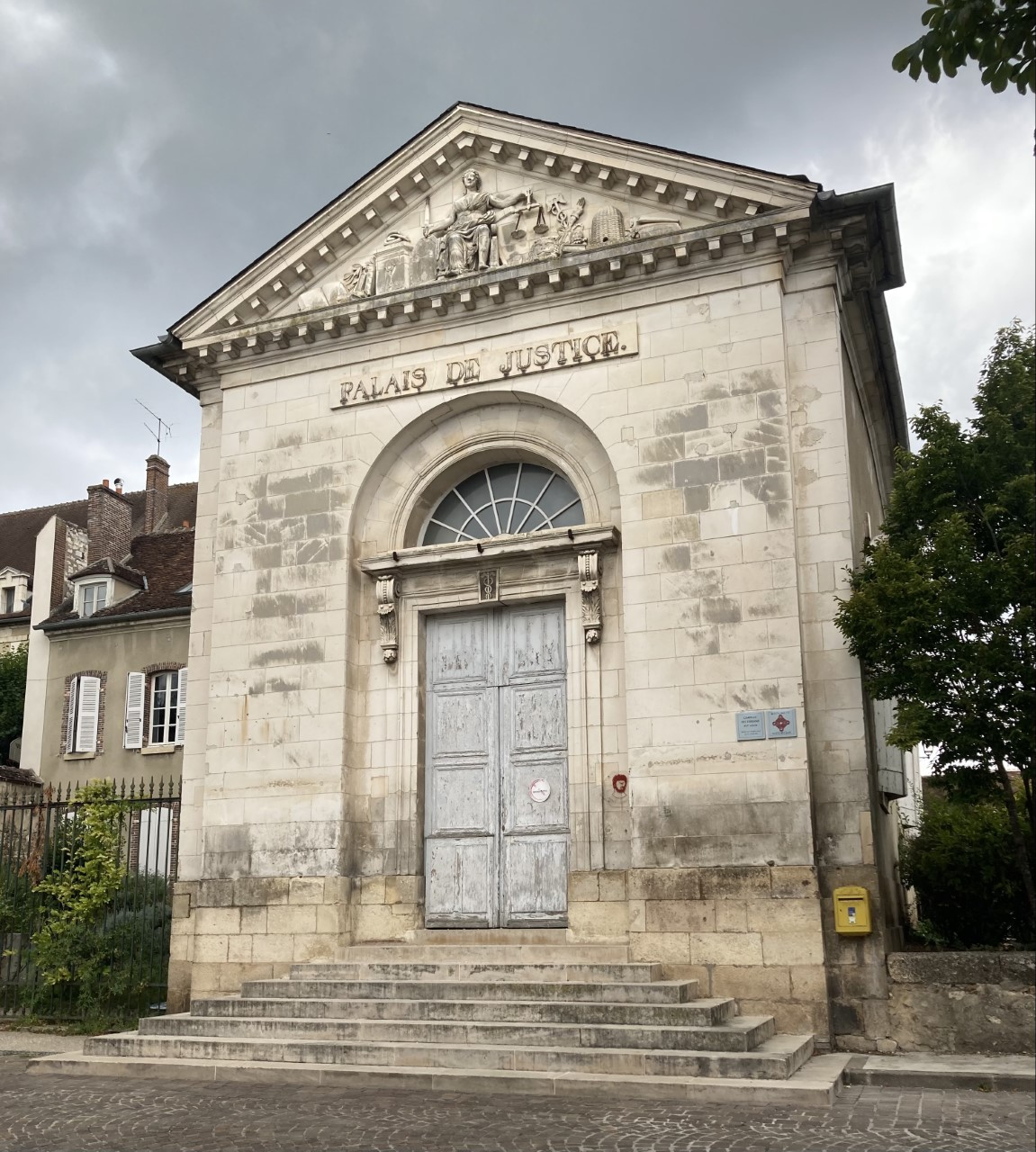
司法宫（法语：Palais de justice de Joigny）
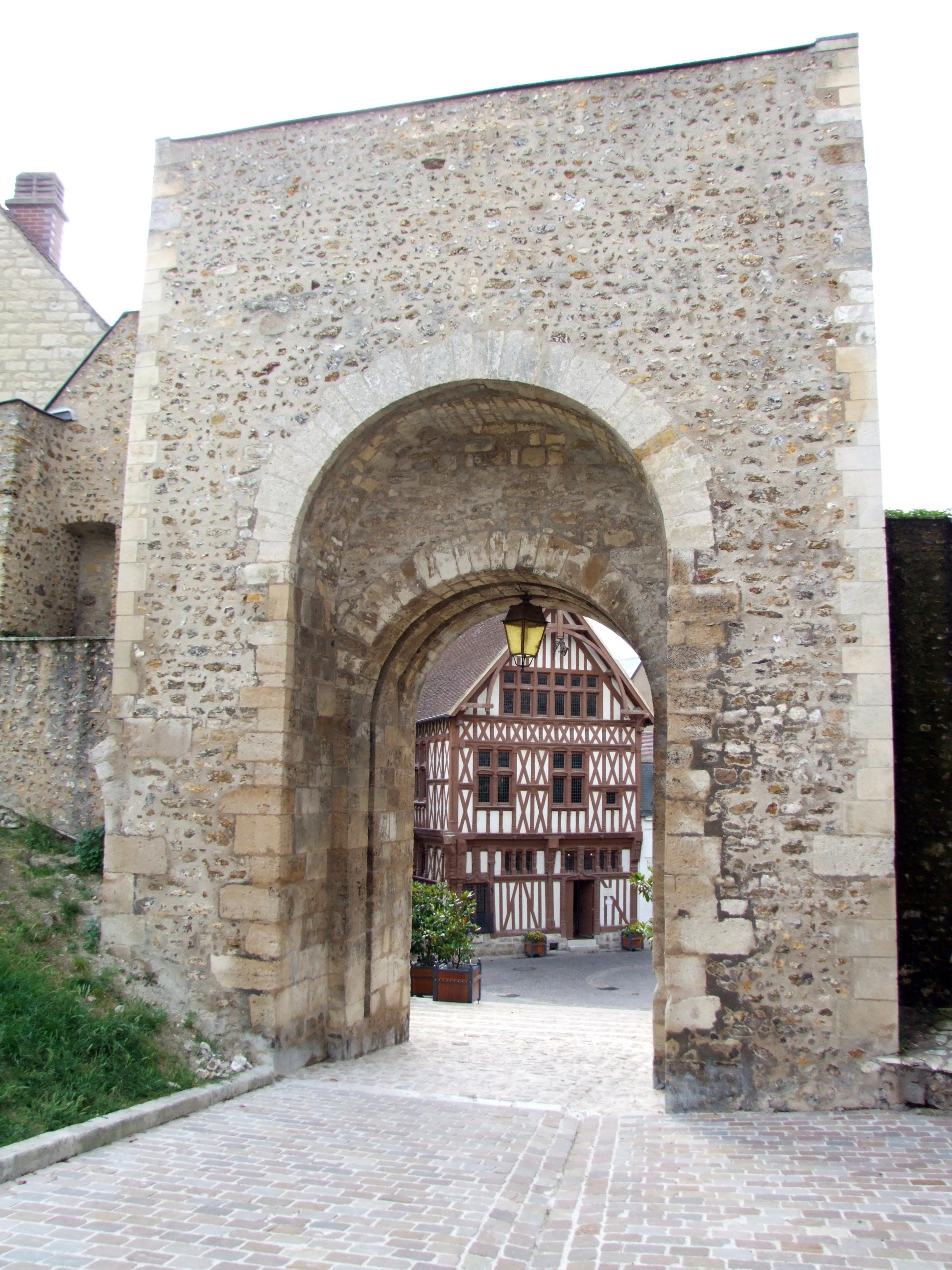
圣让门（法语：Porte Saint-Jean de Joigny）
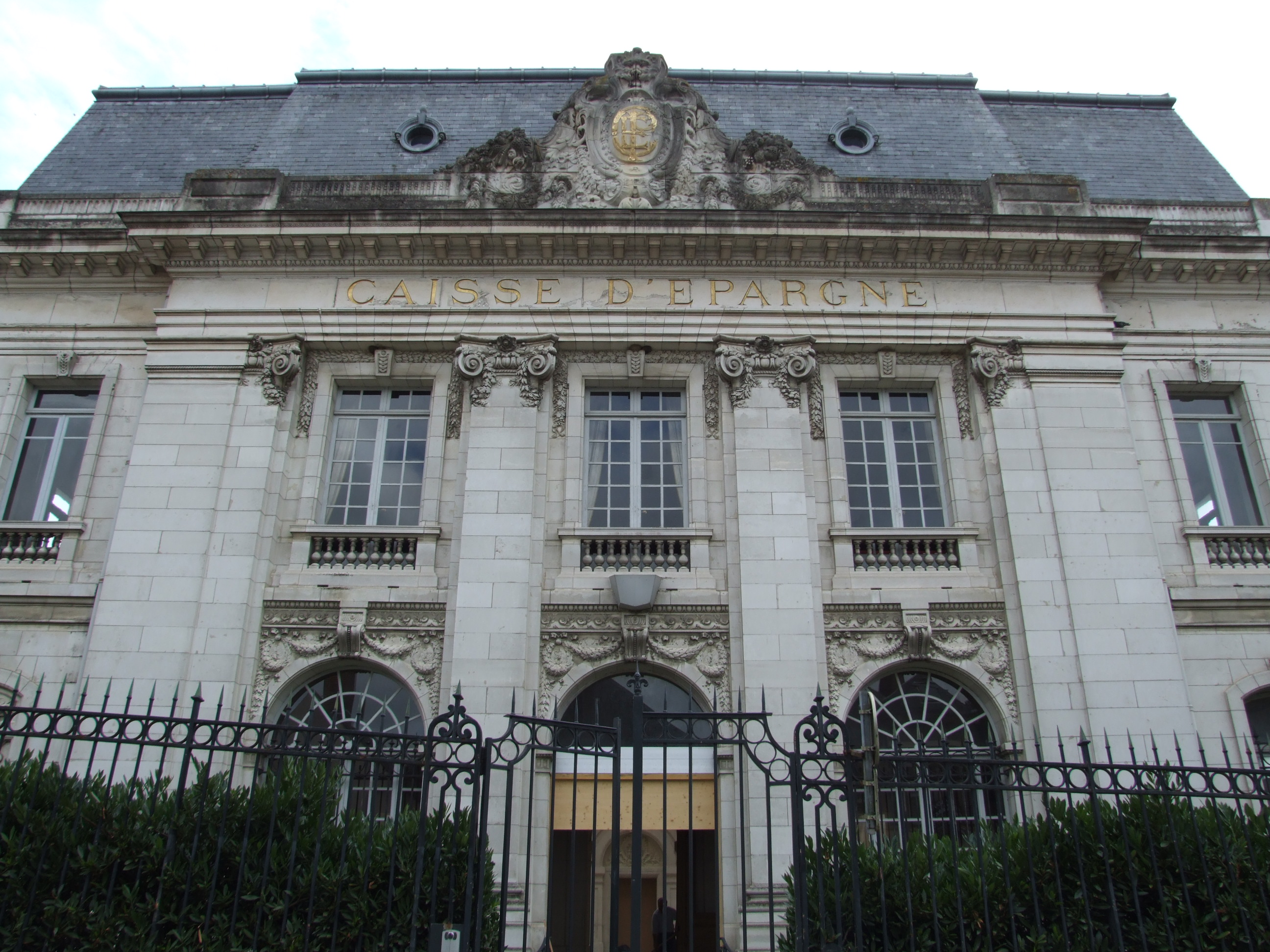
储蓄银行大楼
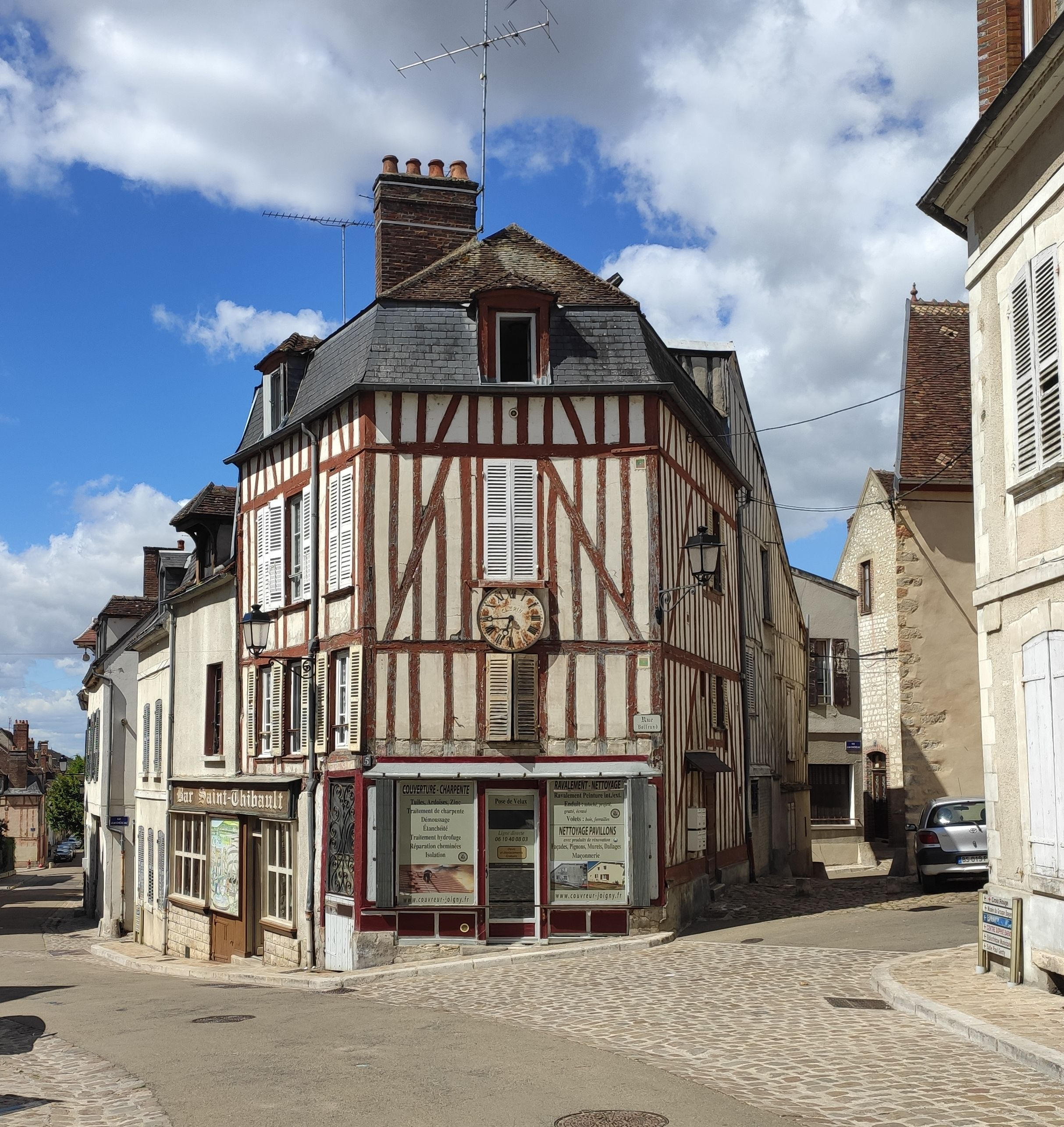
传统民居
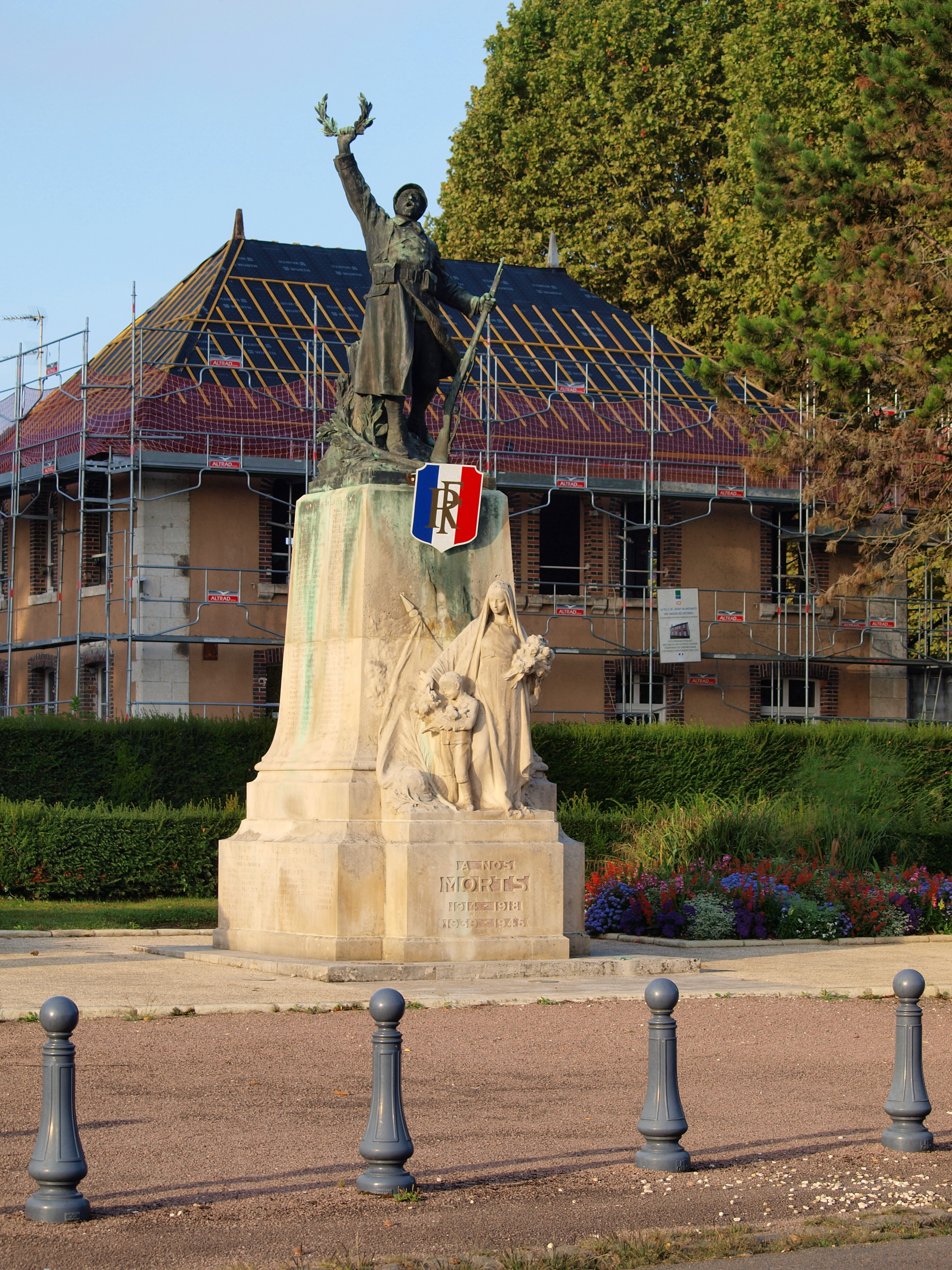
烈士纪念碑

### 旅游
茹瓦尼的旅游事务由其所属的茹瓦尼地区市镇公共社区负责。2021年，茹瓦尼境内共有4家酒店共计102间房间；另有1个露营地，可容纳共41辆露营车。

### 媒体
法国主要的媒体均可在茹瓦尼接收，法国电视三台下属的勃艮第-弗朗什-孔泰大区频道在部分时段播出茹瓦尼所属区域的地方新闻。《约讷省共和报》和蓝色法兰西欧塞尔广播是当地主要的地方性媒体。

## 相关人物
法国作家马塞尔·埃梅出生于茹瓦尼。

## 友好城市
截至2022年5月，茹瓦尼共与四座城市互为友好城市关系：
- 德国 迈恩
- 英格兰 戈达尔明
- 美国 汉诺威
- 義大利 阿梅利亚